# Gabriel Desprez de Roche
Gabriel Desprez de Roche (ur. 14 czerwca 1751, zm. 2 września 1792 w Paryżu) – francuski błogosławiony Kościoła katolickiego, duchowny katolicki, męczennik.

## Życiorys
Rozpoczął studia teologiczne w seminarium św. Sulpicjusza. Mając 28 lat w 1779 roku otrzymał doktorat. Został zamordowany 2 września 1792 roku podczas rewolucji francuskiej. Beatyfikował go Pius XI w dniu 17 października 1926 roku w grupie 191 męczenników z Paryża.